# Ficobiliproteïna
Les ficobiliproteïnes (PBP) o bilicromoproteids són holoproteïnes amb grups prostètics tetrapirròlics linears (ficobilines) que es troben units covalentment a residus de cisteïna específics de l'apoproteïna. Estan presents en cianobacteris i en els cloroplasts de certes algues (rhodophyta, cryptomonada, Glaucocystophyta). Capturen l'energia lumínica que després serà transferida a la clorofil·la durant el procés de la fotosíntesi.

## Estructura
Les ficobiliproteïnes són proteïnes hidrosolubles que estan compostes per dos tipus de monòmers globulines, α i β, generalment en la mateixa proporció. El monòmer α té un pes molecular que oscil·la entre els (12-20)KDa i el monòmer β entre els (15-22)KDa.

## Classificació
Depenent del grup prostètic unit a l'apoproteïna, poden classificar-se com ficoeritrobilines (g. prostètic: ficoeritrobilines) o ficocianobilines (g. prostètic: ficocianobilina); els quals se subclassifiquen pel seu espectres d'absorció en R, B i C.
|  | R-ficoeritrina |
|  |                |
|  | B-ficoeritrina |
|  |                |
|  | C-ficoeritrina |
|  |                |

|  | R-ficocianina    |
|  |                  |
|  | C-ficocianina    |
|  |                  |
|  | Al·loficocianina |
|  |                  |

|  | R-ficoeritrina |
|  |                |
|  | B-ficoeritrina |
|  |                |
|  | C-ficoeritrina |
|  |                |

|  | R-ficocianina    |
|  |                  |
|  | C-ficocianina    |
|  |                  |
|  | Al·loficocianina |
|  |                  |

## Descripció funcional

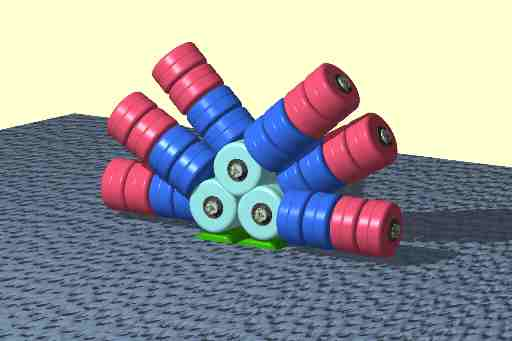
Ficobilisoma. Estructura que facilita la recollida d'energia lumínica en cianobacteris i alguns tipus d'algues. (Roig: ficoeritrina, blau: ficocianina, celeste: aloficocianina, verd: centre de reacció)

A diferència dels carotenoids i clorofil·la i, pel seu caràcter hidrosoluble, les ficobiliproteïnes no formen part de les antenes dels fotosistemes (els quals es troben en la bicapa lipídica), sinó que formen una estructura adherida a la superfície citoplasmàtica de les membranes dels til·lacoides associada preferentment al fotosistema II de les algues, anomenada ficobilisoma. En aquest sistema, les ficobiliproteïnes es troben organitzades en tres capes disposades de tal forma que es facilita la transferència d'energia lumínica captada cap al centre de reacció, localitzat a la membrana del til·lacoide.
La ficoeritrina i la ficocianina es localitzen a la perifèria de l'antena, a diferència de l'al·loficocianina, que es troba propera al centre de reacció i s'excita a majors longituds d'ona.